# 洪水 (军事将领)
洪水（1908年10月1日—1956年10月21日），又名阮山，越南河内人，中华人民共和国和越南民主共和国开国少将。

## 生平
原名武元博（Vũ Nguyên Bác），出生于北宁省嘉林县（今属河内市）。
洪水早年赴法国留学，与胡志明相识。1924年年底与黄文欢、范文同等30多位越南革命青年追随胡志明，来到广州仁兴街，成了胡志明“越南政治训练班”第二批学员，参加了胡志明创办的越南革命青年同志会。改名为鸿秀。结业后，大部分越南青年回到了越南，1926年3月洪水由李富春、蔡畅等介绍，同林彪、刘志丹等人一起成为黄埔军校第四期的学员。在校时经陈一民介绍，加入了中国共产党。1926年10月毕业后，洪水遵照胡志明的指示，继续留在黄埔军校工作。其间加入中国国民党。
四一二事变后，1927年8月秘密加入中国共产党。1927年12月11日，洪水和在黄埔军校工作和学习的30名越南革命青年一起参加了广州暴动，失败后随聂荣臻、叶剑英逃往香港，经叶剑英、聂荣臻同意前往泰国与胡志明、黄文欢等在旅泰越侨中开展革命活动，组建“合作会”、“亲爱会”、“越南革命青年同志会”三个支部和一个总支部，领导越侨开荒种植，既维持生计，又为越南革命筹措经费。1928年6月广东省委军委书记聂荣臻通过越南革命青年同志会同洪水取得联系，希望他再次到中国来参加武装斗争。1928年6月，洪水第二次来到中国，经聂荣臻介绍，洪水被派到由彭湃、古大存领导的东江红军工作，任红十一军三十四师连政治委员。带领连队在东山一带活动时，看到敌人的传单上常把共产党说成“洪水猛兽”，他很生气。在一次连队军人大会上，他对大家说：“我原名武元博，中国名叫‘鸿秀’。同志们说，这是女人的名字，缺乏战斗性。说得对，改名啦！敌人不是骂我们‘洪水猛兽’吗？我就叫‘洪水’，大家叫我洪水吧！”没想到，另一位同志接着说：“我也改名，叫猛兽！”猛兽在后来的一次战斗中阵亡。
1930年4月，红十二军在福建成立，洪水被从东江派到福建，先后担任红十二军第三十四师团政委、师政治部主任。1932年10月前往中央苏区，任瑞金中央军事政治学校任宣传科长兼政治、文化教员，一同任教员的还有伍修权、张爱萍、罗贵波、李一氓等。和李伯钊以及红军学校俱乐部主任赵品三等积极努力，创办了我军历史上第一个剧社---工农剧社。洪水任社长，李伯钊任党支部书记。洪水对剧社工作非常热心，经常教大家唱歌、弹琴、跳舞，还与钱壮飞、李伯钊、崔音波（朝鲜人）、张爱萍、蒋耀德、铁轮等一起编剧演戏。中央苏区上演过一台有名的戏，叫《上海的火焰》，反映上海军民“一·二八”抗战事迹。洪水和红军学校卫生所所长蒋耀德演主角，张爱萍是导演。工农剧社后来发展成苏区的蓝衫剧社。1934年1月，洪水以京族身份当选为中华苏维埃共和国第二次全国代表大会中央执行委员会委员。不久，因追随毛泽东，与博古等发生矛盾，被开除出党。长征开始后，洪水所在的中央军事政治学校被编入中央干部团，在朱德、刘伯承的关心和保护下，洪水被编入直属队，负责直属队在长征途中的宣传鼓动工作。1935年1月遵义会议后，中央纵队党委撤销了对洪水的处分，并恢复了他的党籍。红一方面军和红四方面军会师后，洪水随中共中央军委被派往张国焘所在的左路军。左路军到达噶曲河边的日干乔，在即将过河的关键时刻，张国焘寻找种种借口反对北上，要率部南下。洪水坚决支持朱德、刘伯承的正确主张，并同张国焘当面争论起来。张国焘把洪水打成“国际间谍”，再次将他开除党籍。1936年初，洪水从所在部队掉队，只身一人历尽艰险抵达延安。在陕北，中共中央再次撤销了对他的处分，恢复了他的党籍。对此，洪水说：“这就是革命。如果一个人决心参加革命，就必须经受得住各种磨难和打击，包括被自己的同志误解，否则怎么能成为一个真正的革命者呢？”1936年6月，红军大学在陕北瓦窑堡开学，洪水是红军大学的第一期学员。1937年1月，洪水从红军大学毕业，留在抗大二期又学习了一段时间。
抗日战争开始后，以八路军总部民运部干部的身份到山西省五台县担任东冶镇四区区委书记。洪水发动民兵到阎锡山老家“借”钱“借”枪。这就引起了阎锡山和当地势力的不满。阎锡山说，八路军抄他家了，没法统一抗战了，要求严加处治。1937年冬，为顾全抗战之大局，洪水被调回部队，担任《抗敌报》社领导工作。阎锡山仍不罢休，晋察冀党组织只好开除了他的党籍,并撤了他的《抗敌报》社社长职务。1938年初，晋察冀军区政治部组织部恢复了他的党籍。1938年3月，任晋察冀《抗敌报》社社长。1938年12月，中共中央决定派一部分抗大教职员分赴晋东南、晋察冀根据地，建立抗大第一、二分校。洪水被调到设在河北省灵寿县的抗大二分校担任政治教育科长和政治教员。妻子陈剑戈则是抗大二分校女生队指导员。1941年12月，太平洋战争爆发。1942年，印度支那共产党和胡志明提出希望在中国党和军队中工作的洪水和其他越南同志回国参加抗日战争。中共中央决定先调洪水回延安，在中央党校参加整风学习，经过一番休整后再动身回越南。洪水携妻子于1943年7月回到延安入中央党校学习。
抗战胜利后，胡志明在越南发动八月革命，印度支那共产党再次向中国共产党提出，希望洪水等越南同志尽快回国参加斗争。为回国后能更好地发挥作用，洪水和其他即将回国的越南同志抓紧做好各方面的准备工作。洪水还把毛泽东的《论持久战》和《中国革命与中国共产党》等著作翻译成越南文字。毛泽东临别赠言：“你到了越南，一定要和越南同志搞好团结。”为了避免累赘，规定返回越南的同志一律不准带家属小孩回越南。1945年11月初，洪水回到河内后，为适应越南的斗争和工作环境改名阮山，被任命为越南南方抗战委员会主席兼第五、六两个战区司令员和政治委员，负责越南南方的抗法战争。1946年，在胡志明的支持下，阮山在广义省创办了越南人民军历史上第一所正规的军事学校——广义陆军学校，并担任校长。1947年初，临危受命，到连接北方和南方两个战场的第四战区司令员兼政委。撰写了不少军事著作，特别是《战术》和《越南革命的战略力量——民兵》两部著作。1948年1月，胡志明颁布向军队领导干部授予军衔的政令。在授予武元甲大将军衔的同时，授予阮平中将军衔；授予阮山、铁雄、朱文晋、黄参、黄文泰、黎献梅、文进勇、陈大义、陈子平等少将军衔。
1950年5月洪水回到中国。被安排到中央统战部二处越南组负责人。1951年1月15日，入南京军事学院基本系一期一班学习。1954年夏毕业。在中央军委条令局任副局长，1954年底又调任解放军训练总监部《战斗训练》杂志社任社长兼总编辑。1955年，中国人民解放军开始实行军衔制。考虑到中越两国、两军关系，中方征求胡志明的意见。胡志明认为，洪水的军衔与级别仍以同他在越南人民军中的军衔与级别一致为好，所以，洪水最后被定为正师级少将衔。还被授予一级八一勋章、一级独立自由勋章、一级解放勋章。【没有获得三枚一级勋章。】毛泽东对有关领导同志说：“这不合适，洪水同志是黄埔时期参加军队的，是否可以改为正军级？”于是，毛泽东重定洪水为正军级少将。
1956年初，洪水突然咳嗽不止，经检查，被确诊为肺癌。周恩来指示卫生部：“要请最好的医生为洪水同志做手术。”著名胸外科专家吴英恺教授和张大为医生在手术台上开胸发现，洪水的恶性肿瘤已大面积扩散，已无法手术，只好将刀口缝合。周恩来亲自安排了洪水的回越事宜，请军委常务副主席彭德怀和总后勤部长黄克诚批给洪水3万元人民币现金。有关同志向洪水表示，今后有什么困难，还可以再同中方联系。1956年9月27日，中共八大闭幕。这一天，毛泽东、周恩来、彭德怀、叶剑英、黄克诚等在政协礼堂为洪水送行。同日，彭德怀、叶剑英、黄克诚、萧克、孙毅等200多位开国将帅和外交部、军委各总部、各军兵种的领导同志以及越南驻华大使馆的官员在前门火车站为洪水送行。9月30日，洪水回到河内。10月1日，去越南主席府拜见胡志明主席。遵照胡志明的指示，洪水住进了河内捷克红十字医院。10月21日，在河内越苏友谊医院逝世。
阮山的灵柩安放在国防俱乐部。10月22日上午，胡志明前往吊唁，并献花圈。之后，范文同总理、潘继遂副总理、武元甲大将、国会主席长征和党政机关以及阮山工作和战斗过的第四、第五联区的代表纷纷前往吊唁和敬献花圈。10月22日下午3时30分，在武元甲大将主持下，举行追悼会，灵柩在河内市郊的梅易革命公墓安葬。为表彰阮山的功绩，越南政府追授二级军功勋章。

## 家庭
洪水在中国北京、越南河内两地均有子嗣。
原配夫人名叫黄氏艳，比他大4岁，出身于河内郊区普通农家。两人1923年结婚。1938年1月，在五台县东冶镇，洪水与中共党员陈玉英（此时改名陈剑戈）结婚。1945年洪水回到越南。其妻陈剑戈（延安第二保育院指导员）和两个儿子留在中国。1946年任越南南方战区司令后，长女武清阁安排在军用仓库里当保管员。1947年，洪水误信胡宗南进攻延安时陈剑戈在轰炸中阵亡。长女武清阁为减轻父亲的丧妻之痛，撮合与军中黄氏兑成婚。武清阁称黄氏兑为“三妈”。1948年，黄氏兑生下女儿阮梅林。半年后，与黄氏兑离异。长姐武清阁便成了阮梅林的监护人。
1948年夏，洪水在抗法战争的丛林中，同21岁的河内同盟造纸厂会计黎恒熏结婚，婚后生有三女一男。。
1950年，两人（洪水和陈剑戈）再次见面时，洪水在越南已另立家庭。20世纪50年代至60年代，陈剑戈先后担任北京六一幼儿院副院长兼党支部书记、北京市教育局科长兼办公室主任、市妇联常委、市机关党委委员。北京市教育局副局长。1983年正式办理了离休手续。陈剑戈于2012年病逝。来中国访问的越南领导人，如胡志明主席、越共中央总书记杜梅、越南国家主席黎德英、国会主席农德孟、外交部长阮孟琴、国防部长段奎大将等，都要在越南驻华大使馆亲切会见陈剑戈一家。中国领导人刘少奇、周恩来、叶剑英等到越南访问时，也都到洪水墓前凭吊。胡志明生前对洪水一家十分关心，每年都要同黎恒熏和孩子们见一次面。黎恒熏当面向胡志明报告孩子们的进步，胡志明便用糖果来奖励他们，然后同全家一起用餐。
- 子女[1]
  - 长女武清阁（越南籍）
  - 长子陈寒枫（中国籍）1944年生。中国共产党党员，中国人民政治协商会议全国委员会委员、中国人民政治协商会议全国委员会港澳台侨委员会专委、全国人大华侨委员会法案室原主任。全国人大华侨委员会原研究室（后改为法案室）主任（正局级），第十一届全国政协委员，中国延安精神研究会第四届副秘书长。
  - 次子陈小越（中国籍）1945年底（洪水返越数月出生）在北京四中和北京师范学院化学系毕业，曾任北京升龙国际交流与合作咨询公司总经理。
  - 次女阮梅林（越南籍）
  - 三女阮清霞（越南籍）
  - 三子阮　刚（越南籍）
  - 四女阮越红（越南籍）
  - 五女阮越恒（越南籍）

## 纪念
1993年12月，越南史学会、越南社会科学院所属史学院举行了“纪念阮山将军诞辰85周年”大会，各界人士300多人与会。武元甲大将到会讲话，高度评价了阮山将军光辉的一生。
1995年8月，越南劳动出版社出版了回忆录《阮山将军》，作为向越南人民军建军50周年的献礼。当年6月，洪水的大儿子陈寒枫应越南国防部的邀请，对越南进行了友好访问。武元甲大将在会见陈寒枫时说：“你的血管里有中国的血液，也有越南的血液，你完全可以担负起促进越中友好的重任。”
越南官方以其生平事迹出版书籍《两国将军——阮山·洪水》（Lưỡng Quốc Tướng Quân---Nguyễn Sơn  Hồng Thủy）以为纪念。
1998年3月，陈剑戈和两个儿子、儿媳访问越南，受到了热烈的欢迎和周到的接待。鉴于洪水在生命的最后时刻曾表示，希望他在中国和在越南的孩子们能够有机会见面团聚，这次，陈剑戈和两国的孩子们终于在越南女儿阮清霞的家里举行了一次大聚会。1998年3月26日，越共中央总书记黎可漂亲切会见了陈剑戈和孩子们。黎可漂询问了陈剑戈一家此次访问的情况和每个孩子的工作、生活情况。他说：“越中两国的革命战斗友谊是胡志明主席、毛泽东主席等老一辈无产阶级革命家建立起来的，阮山将军在其中发挥了重要作用。你们到越南来访问就像回到家里一样，是一家人走亲戚，欢迎你们以后常来越南。你们这个家庭是越中两国一家人的代表，更应该经常来往。……通过这样的友好往来，越中两国人民的传统友谊一定会得到加强。”